# Cribinau

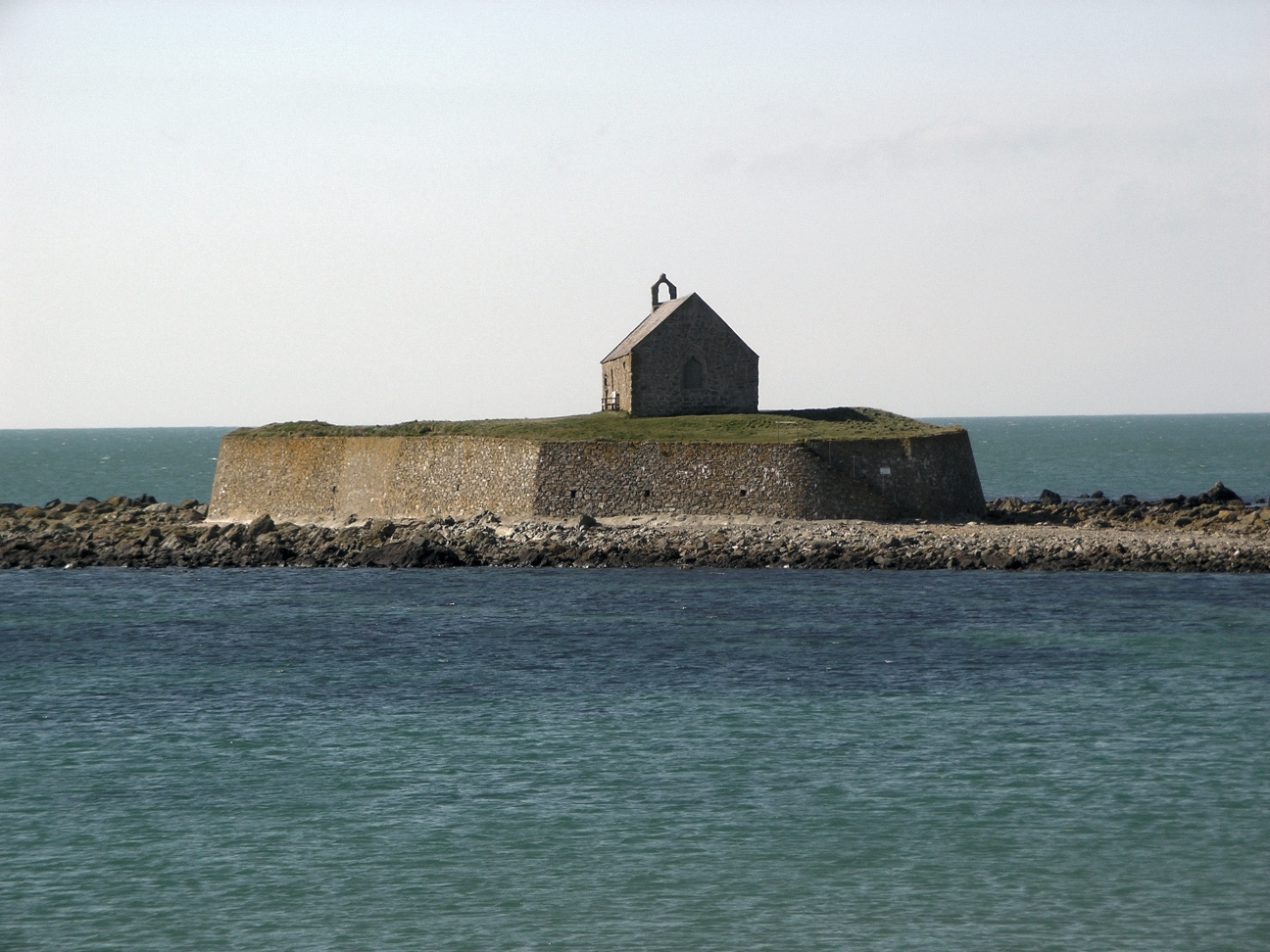
Die kleine Kirche im Meer

Cribinau ist eine Gezeiteninsel in der Nähe des Dorfes Aberffraw in Nordwales. Sie liegt zwischen Porth China und Porth Cwyfanan der Südwestküste der Insel Anglesey.

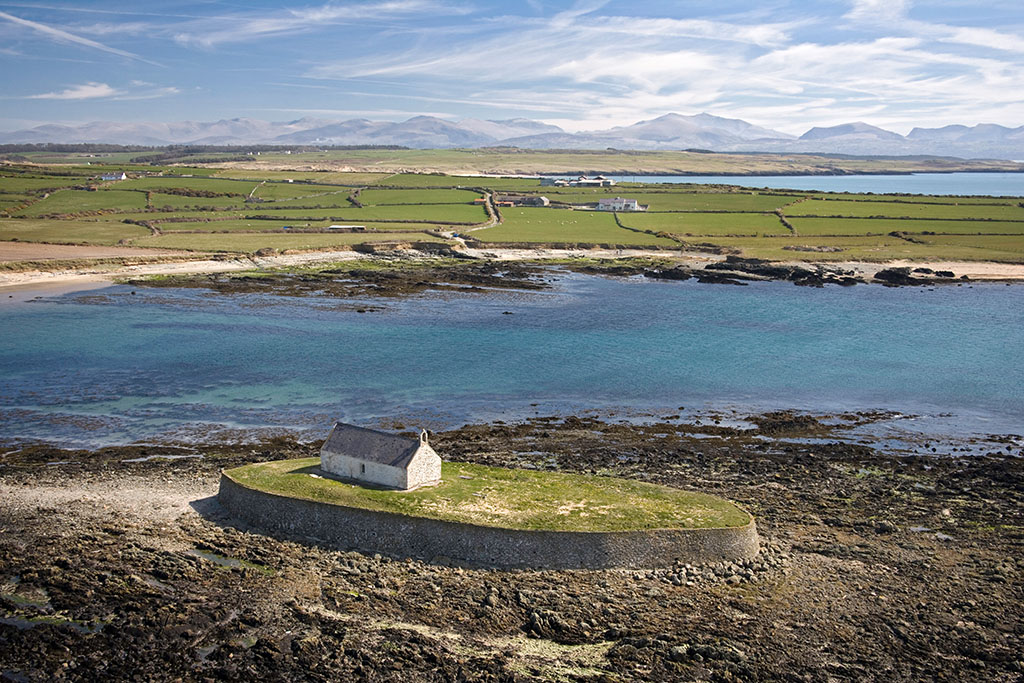
Ansicht der Kirche

Bekannt ist die Insel wegen der Kirche St Cwyfan, (walisisch eglwys bach y mor auch englisch the little church in the sea) genannt, die aus dem 13. Jahrhundert stammt und mit einem Glockengiebel versehen ist.